# Edmund-Just-Victor Boichut
Edmund-Just-Victor Boichut, francoski general, * 1864, † 1941.